# Bank switching
Bank switching är en metod för att utöka mängden adresserbart minne hos äldre datorer utan att behöva ändra adressbussen. Metoden bygger på att en enkel krets växlar in olika minnen i en viss minnesrymd beroende på vad som skrivs på en särskild adress eller via en I/O-port.
Metoden använd bl.a. i Atari 2600, Nintendo Entertainment System, Commodore 64 och senare även IBM PC.